# Raymond Côté
Raymond Côté est un homme politique québécois. Il a été député de la circonscription électorale fédérale de Beauport—Limoilou à la Chambre des communes du Canada de 2011 à 2015.

## Biographie
Il est titulaire d'un baccalauréat ès arts de l'Université Laval depuis 1993. Il est pendant deux ans président du comité de parents de la Commission scolaire de la Capitale au milieu des années 2000. Au niveau municipal, il participe au parti Défi Vert de Québec.
Il est candidat défait du Nouveau Parti démocratique dans la circonscription de Lotbinière—Chutes-de-la-Chaudière lors de l'élection générale fédérale de 2006 et de celle de 2008.
Il est élu député de la circonscription de Beauport—Limoilou à la Chambre des Communes lors de l'élection générale du 2 mai 2011. De mai 2011 à avril 2012, il est le porte-parole en matière de petites entreprises et de tourisme dans le cabinet fantôme de l'Opposition officielle.
Aux élections fédérales de 2015, il est défait par le conservateur Alupa Clarke. Il est par la suite candidat aux élections générales québécoises de 2018, représentant le Nouveau Parti démocratique du Québec dans la circonscription de Jean-Lesage.

## Résultats électoraux
|                                                                                               | Nom                       | Parti               | Nombre de voix | %      | Maj. |
| --------------------------------------------------------------------------------------------- | ------------------------- | ------------------- | -------------- | ------ | ---- |
|                                                                                               | Sol Zanetti               | Québec solidaire    | 10 331         | 34,7 % | 699  |
|                                                                                               | Christiane Gamache        | Coalition avenir    | 9 632          | 32,4 % | -    |
|                                                                                               | Gertrude Bourdon          | Libéral             | 5 335          | 17,9 % | -    |
|                                                                                               | Claire Vignola            | Parti québécois     | 2 774          | 9,3 %  | -    |
|                                                                                               | Anne Deblois              | Conservateur        | 520            | 1,7 %  | -    |
|                                                                                               | Raymond Côté              | NPD Québec          | 399            | 1,3 %  | -    |
|                                                                                               | Alex Paradis-Bellefeuille | Vert                | 343            | 1,2 %  | -    |
|                                                                                               | Charles Verreault-Lemieux | Parti nul           | 192            | 0,6 %  | -    |
|                                                                                               | Marie-Pierre Deschênes    | Citoyens au pouvoir | 149            | 0,5 %  | -    |
|                                                                                               | Nicolas Bouffard-Savoie   | Équipe autonomiste  | 52             | 0,2 %  | -    |
|                                                                                               | Claude Moreau             | Marxiste-léniniste  | 44             | 0,1 %  | -    |
| Total                                                                                         | Total                     | Total               | 29 771         | 100 %  |      |
| Le taux de participation lors de l'élection était de 65,8 % et 548 bulletins ont été rejetés. |                           |                     |                |        |      |

|       | Candidat          | Parti              | # de voix | % des voix |
|       | Sylvie Boucher    | Conservateur       | +13 845,  | 26,24 %    |
|       | Michel Létourneau | Bloc québécois     | +10 250,  | 19,43 %    |
|       | Lorraine Chartier | Libéral            | +03 162,  | 5,99 %     |
|       | (x)Raymond Côté   | NPD                | +24 306,  | 46,07 %    |
|       | Louise Courville  | Vert               | +00950,   | 1,8 %      |
|       | Anne-Marie Genest | Héritage           | +00124,   | 0,24 %     |
|       | Claude Moreau     | Marxiste-léniniste | +00122,   | 0,23 %     |
| Total | Total             | Total              | 52 759    | 100 %      |

|       | Candidat                  | Parti          | # de voix | % des voix |
|       | (x) Jacques Gourde        | Conservateur   | +24 495,  | 47,27 %    |
|       | Antoine Sarrazin-Bourgoin | Bloc québécois | +12 738,  | 24,58 %    |
|       | Marie-Thérèse Hovington   | Libéral        | +06 498,  | 12,54 %    |
|       | Raymond Côté              | NPD            | +06 828,  | 13,18 %    |
|       | Shirley Picknell          | Vert           | +01 265,  | 2,44 %     |
| Total | Total                     | Total          | 51 824    | 100 %      |

## Liens
- Ressource relative à la vie publique :   - Parlement du Canada